# Spirobolus fasciculatus
Spirobolus fasciculatus är en mångfotingart som beskrevs av Voges 1878. Spirobolus fasciculatus ingår i släktet Spirobolus och familjen Spirobolidae. Inga underarter finns listade i Catalogue of Life.